# Taquifilaxia
La taquifilaxia es un fenómeno farmacológico caracterizado por la disminución rápida del efecto de un medicamento al ser administrado de forma continua o repetida en un corto período de tiempo. Este fenómeno no se debe a la metabolización o excreción del medicamento, sino a cambios en la farmacodinamia, es decir, la relación entre la concentración del medicamento y su efecto en el organismo. 
Son múltiples las causas de este fenómeno, entre las que se encuentran:
- Alteraciones moleculares en la estructura de los receptores[2]
- Disminución del número de receptores en la superficie celular.
- Agotamiento de los mediadores endógenos.[3]
- Aumento en la degradación metábolica del fármaco.
- Adaptación fisiológica que suprime ciertos efectos del fármaco valiéndose de respuestas homeostáticas.
- Expulsión activa del fármaco del interior de las células.

La taquifilaxia puede ser un problema clínico significativo, ya que puede reducir la eficacia del tratamiento y puede requerir el aumento de las dosis del fármaco o el cambio a un medicamento diferente. Se ha observado en una variedad de clases de medicamentos, incluyendo los agonistas adrenérgicos, los nitratos usados en el tratamiento de la angina de pecho, los antidepresivos, y ciertos analgésicos, así como en anestésicos locales